# Weyerhaeuser, Wisconsin
Weyerhaeuser là một làng thuộc quận Rusk, tiểu bang Wisconsin, Hoa Kỳ. Năm 2006, dân số của làng này là 353 người.